# 洛米斯
洛米斯是瑞士的城鎮，位於該國東北部，由圖爾高州負責管轄，面積8.6平方公里，海拔高度475米，2012年人口1,125，四成人口信奉羅馬天主教，人口密度每平方公里131人。